# Minette
La minette è una roccia magmatica filoniana appartenente al gruppo dei lamprofiri, a tessitura solitamente  porfirica e colore scuro (grigio o grigio-verdastro). In origine il termine era usato dai vecchi minatori per le rocce sedimentarie ferrifere a limonite con struttura oolitica, diffuse nella Lorena e nel Lussemburgo. 

## Etimologia
Minette è, in francese, il diminutivo di mine, cioè miniera. Ma secondo Johannsen (1937) il nome potrebbe derivare dalla Valle di Minkette, nei Vosgi, dove sono presenti i sopracitati depositi di ferro oolitico. 

## Composizione
L'aspetto più significativo è dato dai fenocristalli di biotite (e/o flogopite) e, più raramente, di anfibolo (solitamente orneblenda ma anche richterite), con frequenti zonature chimiche. Entrambi i minerali si trovano anche nella pasta di fondo, a grana fine o afanitica,  associati ad abbondante ortoclasio e minore plagioclasio.  Possono essere presenti anche un'augite diopsidica e della Mg-olivina.

## Origine

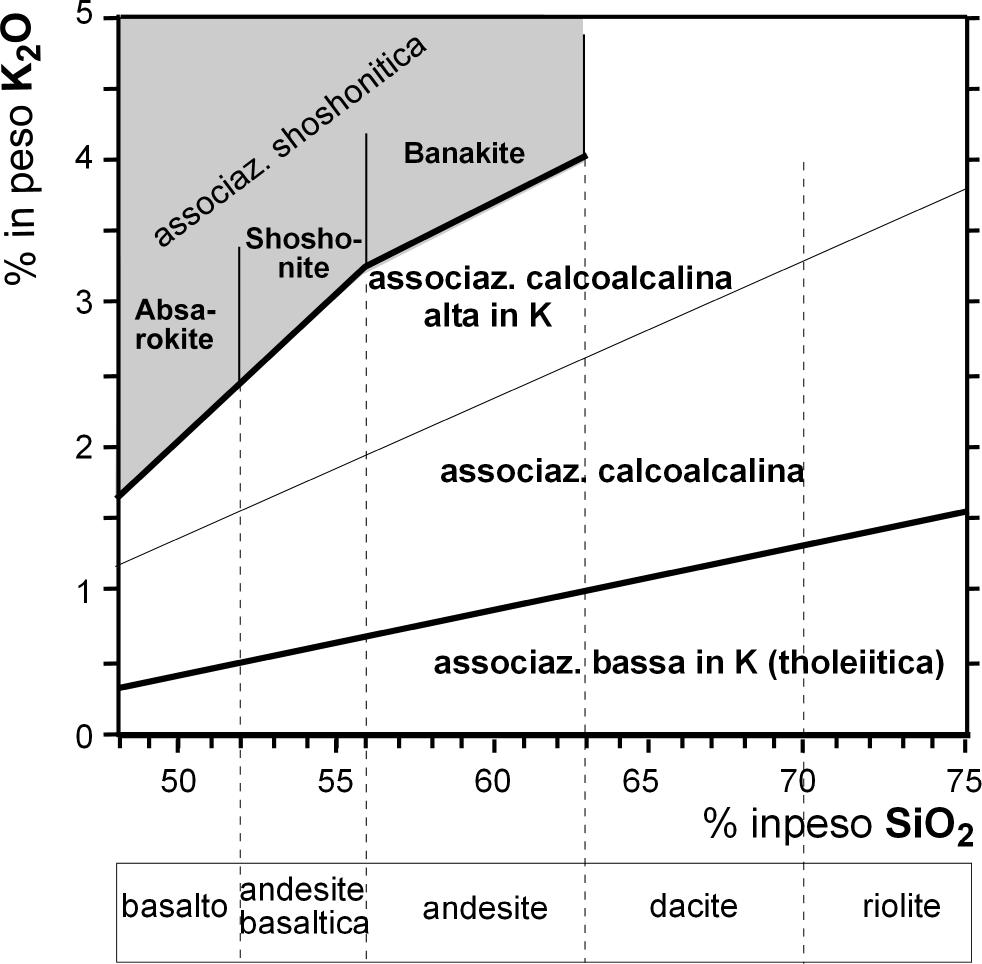
Fig. 1. Diagramma K2O % in peso - SiO2 % in peso discriminante i diversi tipi di rocce shoshonitiche (ombreggiate). Da Best M.G. (2003) ridisegnato.

Le minette e alcuni lamprofiri di simile composizione chimica presentano affinità geochimiche con le rocce magmatiche d'arco: relativo impoverimento di niobio e tantalio, alto rapporto bario/titanio, simili diagrammi distributivi degli elementi in traccia e composizione chimica complessiva li accomunano alle rocce della serie absarokite-shoshonite-banakite (fig.1) presenti in alcune zone di subduzione con spessa crosta continentale e in pochi archi insulari. Le rocce shoshonitiche, composte prevalentemente di olivina, due pirosseni e plagioclasio e formatesi in condizioni di bassa fugacità dell'acqua gassosa, possono essere considerate come eteromorfi delle minette, che si formano in condizioni di alta fugacità dell'acqua, destabilizzando il plagioclasio e i minerali femici anidri.

## Distribuzione
Le minette sono diffuse come filoni nella regione dei Vosgi (Francia), nel Navajo Volcanic Field (Colorado Plateau, USA) e nella cintura vulcanica messicana.